# Thymen Arensman
Thymen Arensman (* 4. Dezember 1999 in Deil (West Betuwe)) ist ein niederländischer Radrennfahrer.

## Sportlicher Werdegang
Seine sportliche Laufbahn begann Arensman im Cyclocross, 2015 wurde er niederländischer Jugend-Meister (espoirs), 2017 bei den Junioren. Im Jahr 2017 zeigte er auch schon sein Potential auf der Straße, so wurde er niederländischer Vizemeister im Einzelzeitfahren der Junioren und belegte bei der Oberösterreich Juniorenrundfahrt und der Internationalen Niedersachsen-Rundfahrt der Junioren den zweiten bzw. dritten Platz.
Zur Saison 2018 wurde Arensman Mitglied in der SEG Racing Academy. In seinem ersten Jahr in der U23 wurde er Dritter bei Paris–Roubaix Espoirs und Zweiter in der Gesamtwertung der Tour de l’Avenir.
Im August 2019 wurde bekannt, dass Arensman aufgrund seiner Leistungen zur Mitte der Saison 2020 zum UCI WorldTeam Sunweb wechselt. Bereits im ersten Jahr bei Sunweb nahm er mit der Vuelta a España an seiner ersten Grand Tour teil, die er als 41. der Gesamtwertung abschloss. Auf der 5. Etappe und 14. Etappe verpasste er knapp einen Etappensieg im Sprint einer Ausreißergruppe.
Bei der Polen-Rundfahrt 2022 gewann Arensmann das Zeitfahren der sechsten Etappe und erzielte damit seinen ersten Sieg in der UCI WorldTour. Bei der anschließenden Vuelta a España gewann er mit der 15. Etappe eine der Bergankünfte und belegte am Ende den sechsten Platz in der Gesamtwertung.
Zur Saison 2023 wechselte Arensmann zum Team Ineos Grenadiers, was bereits im Mai des Vorjahres bekannt wurde. Für seine neue Mannschaft ging er beim Giro d’Italia 2023  an den Start und wurde Sechster des Gesamtklassements. Im Spätsommer musste er die Vuelta a España nach einem Sturz auf der 7. Etappe vorzeitig verlassen.
Beim Giro d’Italia 2024 belegte Arensmann erneut den sechsten Gesamtrang. Die Vuelta a España 2024 musste er wiederum, diesmal nach einem positiven COVID-19-Test nach der zehnten Etappe, aufgeben.
Arensmann gewann die Bergankunft der 14. Etappe der Tour de France 2025, nachdem er sich am vorletzten Pass aus einer frühen Ausreißergruppe löste.

## Erfolge
2017
- Niederländischer Meister (Junioren)
- eine Etappe Oberösterreich Juniorenrundfahrt

2021
- Nachwuchswertung Tour de Romandie

2022
- eine Etappe Polen-Rundfahrt
- eine Etappe Vuelta a España
- Nachwuchswertung Tour of the Alps

2025
- eine Etappe Tour of the Alps
- zwei Etappen Tour de France

## Grand-Tour-Platzierungen
| Grand Tour            | 2020 | 2021 | 2022 | 2023 | 2024 | 2025 |
| --------------------- | ---- | ---- | ---- | ---- | ---- | ---- |
| Giro d’ItaliaGiro     | –    | –    | 18   | 6    | 6    | 29   |
| Tour de FranceTour    | –    | –    | –    | –    | –    | 12   |
| Vuelta a EspañaVuelta | 41   | 61   | 6    | DNF  | DNF  | …    |